# Francisco Ferdinando da Áustria-Hungria
Francisco Ferdinando Carlos Luís José Maria (em alemão: Franz Ferdinand Karl Ludwig Joseph Maria; em húngaro: Ferenc Ferdinánd Károly Lajos József Mária; Graz, 18 de dezembro de 1863 – Sarajevo, 28 de junho de 1914) foi um arquiduque da Áustria, chefe do ramo cadete de Áustria-Este e herdeiro presuntivo do trono do Império Austro-Húngaro.
Filho mais velho do arquiduque Carlos Luís (irmão dos imperadores Francisco José I da Áustria e Maximiliano do México) e da princesa Maria Anunciata das Duas Sicílias, ele herdou de seu primo, o duque Francisco V de Módena, a chefia da Casa de Áustria-Este, tornando-se pretendente ao trono do extinto ducado quando tinha apenas 12 anos de idade. Em 1889, com a morte do arquiduque Rodolfo, único filho varão de Francisco José I, no chamado Incidente de Mayerling, seu pai tornou-se o primeiro na linha de sucessão ao trono austro-húngaro, mas renunciou aos seus direitos em seu favor.
Sua morte num atentado em Sarajevo, em 28 de junho de 1914, foi o estopim para o início da Primeira Guerra Mundial.

## Família
Francisco Ferdinando era o filho mais velho do arquiduque Carlos Luís da Áustria e da princesa Maria Anunciata das Duas Sicílias. Seus avós paternos foram o arquiduque Francisco Carlos da Áustria e a princesa Sofia da Baviera, e seus avós maternos foram o rei Fernando II das Duas Sicílias e a arquiduquesa Maria Teresa Isabel da Áustria.

## Príncipe herdeiro
Em 31 de janeiro de 1889, Rodolfo, Príncipe Herdeiro da Áustria cometeu suicídio — caso que ficou conhecido como Incidente de Mayerling —  elevando o pai de Francisco Fernando a primeiro na linha de sucessão ao trono. No entanto, o arquiduque Carlos Luís renunciou aos seus direitos em favor de seu filho mais velho. A até então pacata vida de Francisco Fernando mudou radicalmente e ele começou a ser preparado para suceder ao tio, Francisco José I. Apesar desta carga, ele ainda conseguia tempo para viagens de lazer e expedições de  caça — como sua dispendiosa viagem à Austrália para caçar cangurus e emus em 1893.

## Carreira militar
Como a maioria dos varões Habsburgo, Francisco Fernando entrou para o exército ainda muito jovem. Foi promovido a tenente aos 14 anos, capitão aos 22, coronel aos 27 e major-general aos 31. Apesar de nunca ter recebido um treinamento militar formal, ele foi considerado apto ao comando e assumiu o 9.° Regimento de Hussardos. Em 1898, ele recebeu uma autorização especial do imperador para investigar todos os aspectos dos serviços e agências militares — que receberam ordens para compartilhar seus relatórios com o arquiduque.
Mesmo quando não estava ocupando um posto de comando, ele exercia influência sobre as forças armadas, através de uma chancelaria militar que produzia e recebia documentos e artigos sobre assuntos militares. Esta era dirigida por Alexander von Brosch Aarenau e chegou a ter uma equipe de dezesseis pessoas.
Como herdeiro do já idoso imperador, Francisco Fernando foi nomeado em 1913 inspetor-geral de todas as forças armadas da Áustria-Hungria (Generalinspektor der gesamten bewaffneten Macht), um posto superior ao ocupado anteriormente pelo arquiduque Alberto de Áustria-Teschen e incluía o presumido comando em tempos de guerra.

## Casamento
Em 1894, num baile em Praga, o arquiduque conheceu a condessa Sofia Chotek. Para desposá-lo, era exigido que a pretendente pertencesse à realeza e, embora tivessem entre seus antepassados membros da linha feminina dos príncipes de Baden, Hohenzollern-Hechingen e Liechtenstein, os Chotek não satisfaziam esta exigência básica. A condessa também descendia diretamente de Alberto IV, conde de Habsburgo, e de Elisabeth de Habsburgo, irmã de Rodolfo I da Germânia (ancestral de Francisco Fernando). À época em que se conheceram, Sofia era dama de companhia da princesa Isabel de Croÿ, esposa do arquiduque Frederico de Áustria-Teschen, a quem Francisco Fernando passou a visitar com frequência em Pressburg. Por sua vez, a condessa escrevia ao arquiduque enquanto ele convalescia de uma tuberculose na ilha de Lošinj no Adriático. Eles teriam mantido sua relação em segredo por mais de dois anos. A presença constante do príncipe-herdeiro levou seu primo a acreditar que ele estivesse interessado em sua filha mais velha, a arquiduquesa Maria Cristina. Quando Isabel descobriu a ligação de Francisco Ferdinando com sua dama-de-companhia, houve um escândalo familiar.
A paixão do arquiduque por Sofia criou um grande impasse: por um lado, o imperador não autorizava seu casamento com a nobre, por outro, Francisco Fernando recusava-se a casar com qualquer outra mulher. O papa Leão XIII, o czar Nicolau II da Rússia, e o kaiser Guilherme II da Alemanha fizeram representações em seu favor junto a Francisco José I, argumentando que a discordância entre tio e sobrinho estava a minar a estabilidade da monarquia.
Finalmente, em 1899, o Francisco José autorizou que o casamento se realizasse, mas impôs pesadas condições: a união seria morganática e seus descendentes não teriam direito de sucessão ao trono; Sofia não teria direito ao status, títulos, precedências ou privilégios dos quais Francisco Fernando gozava; também não poderia aparecer em público ao lado do marido, andar na carruagem imperial ou sentar-se no camarote imperial. Assim, em 28 de junho de 1900, no Palácio Imperial de Hofburg, perante o imperador e todos os arquiduques, ministros e dignitários da corte, o cardeal-arcebispo de Viena e o primaz da Hungria, Francisco Fernando assinou um documento oficial no qual declarava publicamente que Sofia, como sua esposa morganática, jamais ostentaria os títulos de imperatriz, rainha ou arquiduquesa e que seus descendentes jamais receberiam qualquer direito dinástico ou privilégios imperiais em nenhum dos domínios Habsburgo.
O casamento foi celebrado em 1 de julho de 1900, em Reichstadt, na Boêmia. Francisco José não participou da cerimônia, nem qualquer arquiduque (incluindo os irmãos do noivo). Os únicos membros da família imperial presentes eram sua madrasta, a princesa Maria Teresa de Bragança, e suas duas filhas. Após o casamento, Sofia recebeu o título de "Princesa de Hohenberg" (Fürstin von Hohenberg), com o tratamento de "Sua Alteza Sereníssima" (Ihre Durchlaucht). Em 1909, ela recebeu o título superior de "Duquesa de Hohenberg" (Herzogin von Hohenberg), com o tratamento de "Sua Alteza" (Ihre Hoheit). Embora o último título tenha elevado consideravelmente sua situação na corte, ela ainda tinha que render precedência a todas as arquiduquesas. Sempre que o casal reunia-se a outros membros da realeza, Sofia era preterida em virtude de sua posição e obrigada a ficar separada do marido.

## Caráter
O historiador alemão Michael Freund descreveu Francisco Fernando como homem de energia pouco inspirada, escuro na aparência e nas emoções, que irradiava uma aura de estranheza e lançava uma sombra da violência e negligência (…) a verdadeira personalidade em meio ao vazio amigável que caracterizava a sociedade austríaca neste momento". Suas relações com o imperador Francisco José eram tensas. O criado pessoal do imperador lembrou em suas memórias que raios e trovões sempre troavam em suas discussões Os comentários e ordens que o herdeiro do trono anotava nas margens dos documentos da Imperial Comissão Central para a Preservação Arquitetônica (da qual era patrono) revelavam o que pode ser descrito como "conservadorismo colérico".

## Visão política

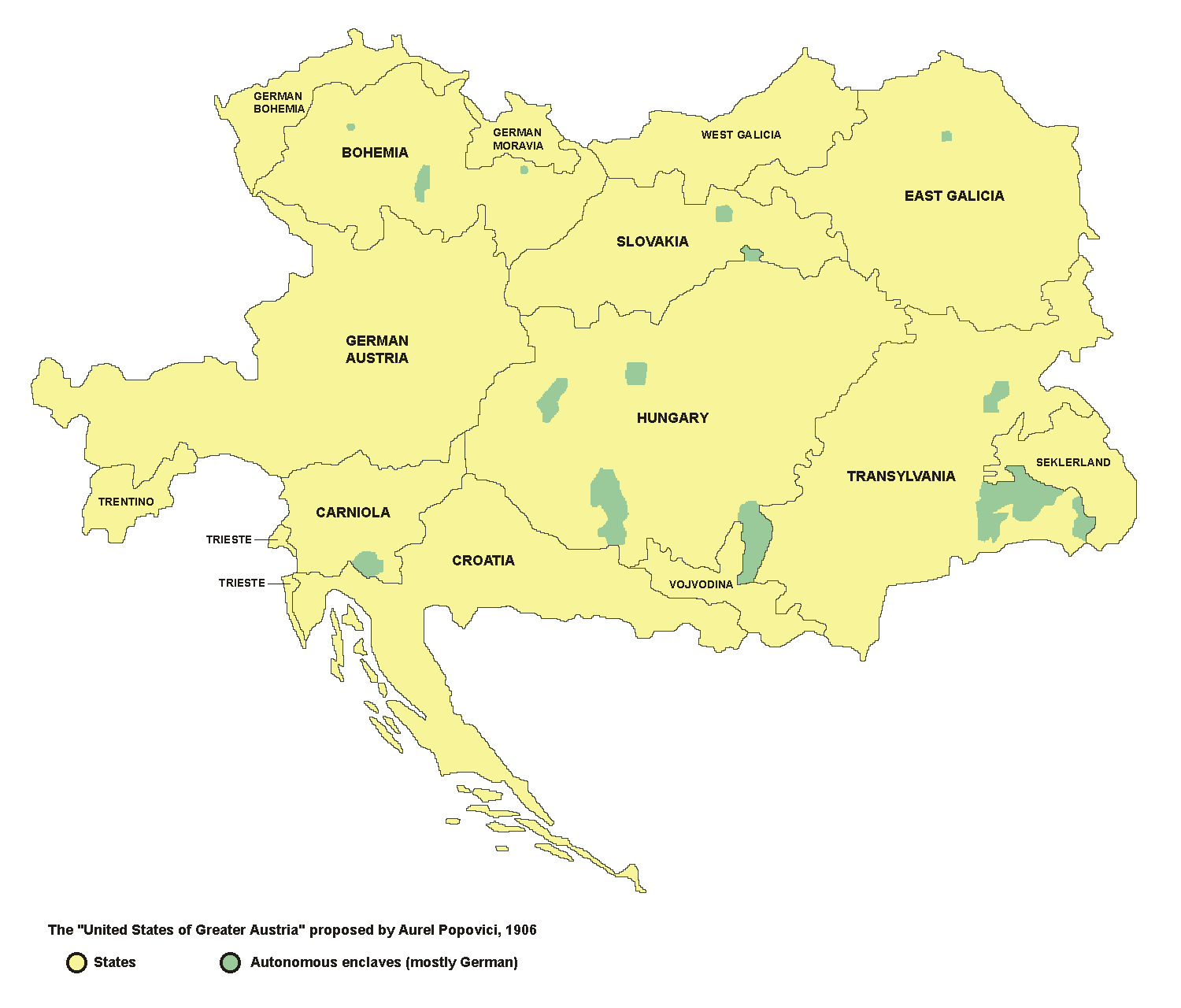
Federalização da Áustria-Hungria, planejada por Francisco Ferdinando: Estados membros com governos separados.

Os historiadores divergem sobre as filosofias políticas de Francisco Fernando; alguns lhe atribuem uma visão, em geral, liberal sobre as diversas nacionalidades do império, enquanto outros enfatizam a centralização dinástica, o conservadorismo católico e a tendência a entrar em conflito com outros líderes. Ele defendia a concessão de maior autonomia aos grupos étnicos existentes no império e a abordagem de suas reivindicações — especialmente os checos na Boêmia e os eslavos na Croácia e na Bósnia, que haviam ficado de fora do compromisso austro-húngaro de 1867. No entanto, seus sentimentos para com os húngaros eram menos generosos. Ele considerava o nacionalismo magiar uma ameaça revolucionária para a dinastia Habsburgo e demonstrou grande irritação quando os oficiais do 9.º Regimento de Hussardos (que ele comandou) falaram em húngaro em sua presença — apesar de este ser o idioma oficial do regimento. Também acreditava que o exército húngaro, o Honvédség, era uma força instável e potencialmente ameaçadora para o império, queixando-se do fracasso húngaro em fornecer fundos para o exército conjunto e opondo-se à formação de unidades de artilharia dentro das forças húngaras.
Francisco Fernando defendia uma abordagem cuidadosa em relação à Sérvia e confrontava-se repetidamente com Franz Conrad von Hötzendorf, chefe do estado-maior, alertando-o que um tratamento duro ao país levaria a Áustria-Hungria a um conflito aberto com o Império Russo, condenando ambos os impérios à ruína.
O arquiduque ficou desapontado quando a Áustria-Hungria não interferiu, como outras grandes potências, na Rebelião dos Boxers de 1900. Em suas palavras, até mesmo "estados anões, como Bélgica e Portugal" enviaram tropas para proteger os ocidentais e punir os chineses, mas a Áustria-Hungria nada fez.
Francisco Fernando era um proeminente e influente defensor da marinha austro-húngara, numa época em que o poderio naval não era uma prioridade na política externa austríaca e a marinha era relativamente pouco conhecida ou apoiada pelo povo. Após o seu assassinato, a marinha homenageou o arquiduque e sua esposa realizando seu velório a bordo do couraçado SMS Viribus Unitis.

## Assassinato
Em 28 de junho de 1914, um domingo, por volta de 10h45, Francisco Fernando e sua esposa foram mortos em Sarajevo, capital da província austro-húngara da Bósnia e Herzegovina, por Gavrilo Princip, à época com apenas 19 anos, membro da Jovem Bósnia e do grupo terrorista Mão Negra. O evento foi um dos fatores que desencadearam a Primeira Guerra Mundial.
O casal já havia sido atacado um pouco antes, a caminho da Câmara Municipal de Sarajevo, quando uma granada foi atirada contra o seu carro, tendo balançado na capota dobrada deste e explodido no carro de trás. Chegados à Câmara Municipal para serem recebidos pelo Presidente da Câmara, Fernando, transtornado, protestou: "Senhor Presidente, vim aqui de visita e sou recebido com bombas. É ultrajante." Alterando o plano da visita, o casal decidiu visitar o hospital onde os feridos no atentado estavam sendo atendidos. Durante a viagem, seu motorista enganou-se no caminho e, ao entrar em uma rua secundária, os ocupantes foram avistados por Princip. Quando o motorista fazia uma manobra de marcha-atrás, o jovem aproximou-se e disparou contra eles à queima-roupa, atingindo Francisco Fernando na jugular e Sofia no abdome. Conforme relatado pelo Conde Harrach, as últimas palavras do arquiduque foram "Sofia, Sofia! Não morra! Viva pelos nossos filhos!" seguidas por seis ou sete declarações de "Não é nada", em resposta à pergunta de Harrach sobre o ferimento que tinha sofrido. Essas declarações foram seguidas por um som violento e sufocado causado pela hemorragia. Sofia morreu a caminho da residência do Governador para receberem assistência médica. Fernando morreu 10 minutos depois.
Princip utilizou-se de uma pistola FN Model 1910, calibre .380, de fabricação belga, para cometer os assassinatos.
Um relato detalhado do atentado foi descrito por Joachim Remak no livro Sarajevo:
| “ | Uma bala perfurou o pescoço de Francisco Fernando, enquanto a outra perfurou o abdome de Sofia (…) Como o carro estava manobrando (para retornar à residência do governador), um filete de sangue escorreu da boca do arquiduque sobre a face direita do Conde Harrach (que estava no estribo do carro). Harrach usou um lenço para tentar conter o sangue. Vendo isso, a duquesa exclamou: "Pelo amor de Deus, o que aconteceu com você?" e afundou-se no assento, caindo com o rosto entre os joelhos de seu marido. | ” |

| “ | Harrach e Potoriek (…) acharam que ela havia desmaiado (…) só o marido parecia ter ideia do que estava acontecendo. Virando-se para a esposa, apesar da bala em seu pescoço, Francisco Fernando implorou: "Sopherl! Sopherl! Sterbe nicht! Bleibe am Leben für unsere Kinder!" ("Querida Sofia! Não morra! Fique viva para os nossos filhos!!!"). Dito isto, ele curvou-se para a frente. Seu chapéu de plumas (…) caiu e muitas de suas penas verdes foram encontradas em todo o assoalho do carro. O conde Harrach puxou o colarinho do uniforme do arquiduque para segurá-lo. Ele perguntou: "Leiden Eure Kaiserliche Hoheit sehr?" ("Vossa Alteza Imperial está sentindo muita dor?") "Es ist nichts…" ("Não é nada…"), disse o arquiduque com voz fraca, mas audível. Ele parecia estar a perder a consciência durante seus últimos minutos mas, com voz crescente embora fraca, repetiu esta frase, talvez, seis ou sete vezes mais. | ” |

| “ | Um ronco começou a brotar de sua garganta, diminuindo quando o carro parou em frente ao Konak bersibin (Câmara Municipal). Apesar dos esforços médicos, o arquiduque morreu pouco depois de ser levado para dentro do prédio, enquanto sua amada esposa morreu de hemorragia interna antes da comitiva chegar ao Konak. | ” |

Os assassinatos, juntamente com a corrida armamentista, o imperialismo, o nacionalismo, o militarismo e o sistema de alianças contribuíram para a eclosão da Primeira Guerra Mundial, que começou menos de dois meses após a morte de Francisco Fernando, com a declaração de guerra da Áustria-Hungria à Sérvia. O assassinato do arquiduque é considerado a causa mais imediata da Primeira Guerra Mundial.

### Funerais
Após o embalsamamento, os corpos de Francisco Fernando e de sua esposa permaneceram na Konak bersibin de Sarajevo até serem embarcados num vagão funerário, na noite de 29 de junho. O arquiduque recebeu honras militares em todas as estações por onde o trem passou, sendo transferido para o SMS Viribus Unitis na costa do Adriático. O navio foi escoltado por outros cruzadores, destróieres, iates civis, barcos de pesca e até mesmo por balsas, aportando em Trieste na noite de 1 de julho, onde os caixões foram transferidos para um trem especial com destino a Viena.
Em virtude de seu casamento morganático com Sofia, Francisco Ferdinando não recebeu em solo austríaco nenhuma das pompas reservadas aos arquiduques mortos nem os privilégios fúnebres reservados aos herdeiros do trono. Alguns historiadores afirmam que os atrasos ocorridos no trajeto a Viena foram deliberadamente ordenados pelo príncipe  Alfredo de Montenuovo, Obersthofmeister do imperador Francisco José, para que a chegada do féretro à capital ocorresse tarde da noite e, assim, não fosse visto pelo público. Com exceção do arquiduque Carlos, novo herdeiro, o futuro Carlos I, nenhum outro membro da família imperial compareceu à estação para recepcionar os caixões de Francisco Fernando e Sofia. Aos chefes de estado que manifestaram desejo de comparecer aos funerais, o príncipe de Montenuovo aconselhou gentilmente que enviassem apenas seus representantes diplomáticos para "evitar agravar o delicado estado de saúde de Sua Majestade com as exigências do protocolo".
Às 8 horas da manhã seguinte, as portas da capela do Palácio Imperial de Hofburg foram abertas para que o povo pudesse prestar homenagens ao arquiduque. Por uma concessão especial do imperador, o caixão de Sofia pôde ser colocado ao lado do caixão do marido. Entretanto, a urna de Francisco Fernando, maior e mais ornamentada, foi instalada numa altura 20 cm superior à urna da consorte e, enquanto o corpo do ex-herdeiro portava todas as suas condecorações, a espada cerimonial e a coroa arquiducal; o corpo de sua "esposa morganática" portava apenas um par de luvas brancas e um leque negro — símbolos das damas-de-companhia da corte.
Como Sofia não poderia ser sepultada na Cripta Imperial de Viena, Francisco Fernando manifestou em vida o desejo de ser sepultado na cripta do Castelo de Artstetten, em Klein-Pöchlarn. Após apenas quinze minutos de ritos fúnebres, os caixões foram recolhidos e só puderam deixar Viena, em carros funerários da prefeitura, no início da madrugada, sendo embarcados em trem comum, sem honras ou escolta. Finalmente, a 1 hora da manhã de 4 de julho de 1914, os corpos do arquiduque e da duquesa foram sepultados no Castelo de Artstetten.

## Honrarias
Grã-Cruz da Ordem de Santo Estéfano da Hungria
 Grã-Cruz da Ordem de São José da Toscana
 Grã-Cruz da Ordem da Águia Negra da Prússia
 Grão Cruz da Ordem da Casa de Hohenzollern
 Grã-Cruz da Ordem do Banho
 Cavaleiro da Ordem Soberana e Militar de Malta
 Cavaleiro da Ordem da Águia Branca da Polônia
 Cavaleiro da Ordem da Jarreteira
 Cavaleiro da Ordem de Santa Ana da Rússia
 Cavaleiro da Ordem de Santo Alexandre Nevsky da Rússia
 Cavaleiro da Ordem de Santo André da Rússia
 Cavaleiro da Ordem de Santo Estanislau da Rússia
 Cavaleiro da Ordem do Tosão de Ouro

## Descendência
| Nome                     | Nascimento | Morte | Notas                                                                |
| ------------------------ | ---------- | ----- | -------------------------------------------------------------------- |
| Sofia de Hohenberg       | 1901       | 1990  | Casada com o conde Frederico de Nostitz-Rieneck.                     |
| Maximiliano de Hohenberg | 1902       | 1962  | Casado com a condessa Elisabeth von Waldburg zu Wolfegg und Waldsee. |
| Ernesto de Hohenberg     | 1904       | 1954  | Casado com Marie-Therese Wood.                                       |

## Representações na cultura
- Das Schicksal derer von Habsburg, Alemanha, 1928 (longa metragem)[39]
- Storm at Daybreak, Estados Unidos, 1933 (longa metragem)[39]
- Schulter an Schulter, Áustria, 1936 (curta metragem)[39]
- Um Thron und Liebe, Alemanha, 1955 (longa metragem)[39]
- The Guns of August, Alemanha, 1964 (documentário)[39]
- Fall of Eagles, Inglaterra, 1974 (mini série para a TV)[39]
- Sarajevski atentat, Iugoslávia, 1975 (longa metragem)[39]
- Weltuntergang, Áustria, 1984 (filme para a TV)[39]
- The First World War, Inglaterra, 2003 (mini série para a TV)[39]
- "Das Attentat - Sarajevo 1914", Áustria, 2014 (Longa metragem)